# Frontera entre Etiopía y Kenia
La frontera entre Etiopía y Kenia es el lindero internacional que separa a Etiopía y a Kenia. Es una zona caracterizada por la extrema pobreza y la violencia interétnica.

## Trazado
De una longitud de 861 km, la frontera sigue un trazado globalmente orientado oeste-este. Arranca al oeste al trifinio entre Etiopía, Kenia y Sudán del Sur (posición discutida a causa de las reivindicaciones de Kenia y de Sudán del Sur sobre el triángulo de Ilemi) y termina al este al trifinio entre Etiopía, Kenia y Somalia (3° 59′ 00″ N, 41° 54′ 00″ E).
Atraviesa el extremo noroeste del lago Turkana, al norte del desierto de Chalbi y sigue por segmentos rectos atravesando el monte Furroli (2004 m). Al este es de forma más irregular. Atraviesa la ciudad dividida de Moyale y termina entre las ciudades de Mandera (Kenia) y Beled Haawo (Somalia).

## Historia
El primer acuerdo anglo-etíope sobre la frontera ocurrió el 6 de diciembre de 1907 entre el Imperio de Etiopía y el África Oriental Británica. En diciembre de 2015 firmaron un acuerdo fronterizo definitivo.